# Posizione di Alvin Plantinga sul libero arbitrio

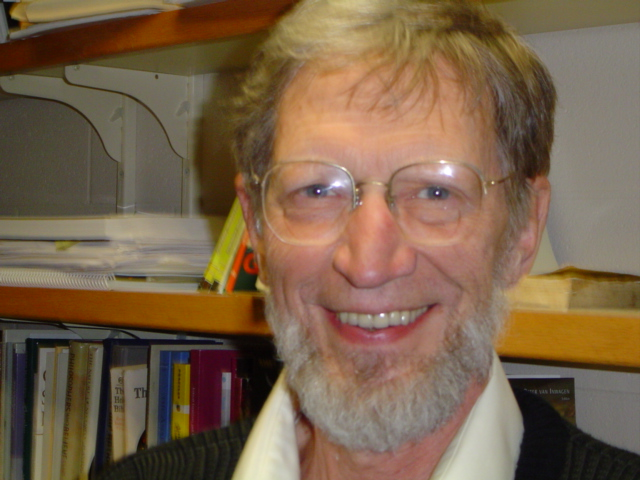
Alvin Plantinga nel 2004

La versione della difesa del libero arbitrio proposta dal filosofo/teologo Alvin Plantinga è un tentativo di confutare il problema logico del male, cioè l'argomento che per postulare l'esistenza di un Dio onnipotente, onnisciente, infinitamente buono in un mondo malvagio costituisce una contraddizione logica. L'argomento di Plantinga (in forma abbreviata) è che "è possibile che Dio, pur essendo onnipotente, non abbia potuto creare un mondo con creature libere che non scelgono mai il male. Inoltre, è possibile che Dio, pur essendo infinitamente buono, possa desiderare di creare un mondo che contiene il male, se la bontà morale richiede creature morali libere"
La difesa di Plantinga ha ricevuto un ampio consenso tra i filosofi contemporanei, sebbene riguardi solo il male morale, non il male naturale, ma alcuni sostengono che la difesa sia viziata poiché presuppone una visione incompatibilista libertaria del libero arbitrio.

## Problema logico del male
Il problema logico del male emerge dalle quattro proposizioni fondamentali:
1. Un Dio onnipotente potrebbe prevenire l'esistenza del male nel mondo.
2. Un Dio onnisciente saprebbe che esiste il male nel mondo.
3. Un Dio infinitamente buono desidererebbe prevenire l'esistenza del male nel mondo.
4. Esiste il male nel mondo.

Come ha evidenziato John Leslie Mackie, sembrerebbe esserci una contraddizione tra queste proposizioni, tale che non possono essere tutte vere. Dato che la quarta proposta sembra essere innegabile, si può dedurre da quanto sopra che una delle altre tre deve essere falsa, e quindi non ci può essere un Dio infinitamente buono, onnisciente e onnipotente. O, per dirla in altro modo, se Dio esiste, Egli deve essere "impotente, ignorante o malvagio"
Il problema e le diverse sue soluzioni, sono stati discussi dai filosofi fin dal tempo di Epicuro nel IV secolo a.C. Una delle risposte storicamente più significative al problema è la teodicea del libero arbitrio di Agostino di Ippona, che è stata ampiamente criticata

## L'argomento di Plantinga
In contrapposizione ad una teodicea (una giustificazione per le azioni di Dio), Plantinga presenta una difesa, che offre una nuova proposizione mirante a dimostrare come sia logicamente possibile per un Dio infinitamente buono, onnipotente e onnisciente, creare un mondo che contiene il male morale. Significativamente, Plantinga non ha bisogno di affermare che la sua nuova proposizione è vera, solo che è logicamente valida. In questo modo l'approccio di Plantinga differisce da quello di una teodicea tradizionale, che si sforza di dimostrare non solo che le nuove proposizioni siano fondate, ma che siano anche vere, plausibili prima facie, o che vi siano buone ragioni per esserlo In questo modo l'onere della prova per Plantinga diminuisce, ma il suo approccio può ancora servire come una difesa contro l'affermazione di Mackie che l'esistenza simultanea del male e di un Dio onnipotente e infinitamente buono sia "positivamente irrazionale".
Plantinga riassume la sua difesa in questo modo:
L'argomento di Plantinga è che, nonostante Dio sia onnipotente, è possibile che non sia stato in suo potere (se Dio è onnipotente, come può esistere qualcosa che non sia in suo potere? Questo argomento è una contraddizione in termini) creare un mondo contenente il bene morale, ma non male morale; pertanto, non vi è alcuna incoerenza logica quando Dio, anche se completamente buono, crei un mondo di creature libere che scelgano di fare il male L'argomento si basa sulle seguenti proposizioni:
1. Ci sono mondi possibili che anche un essere onnipotente non può attualizzare. (tuttavia, questa affermazione non può essere logica in quanto nega l'assioma dell'onnipotenza divina)
2. Un mondo di creature moralmente libere che producano solo bene morale è tra tali mondi.

Plantinga si riferisce alla prima dichiarazione come "lasso di Leibniz", poiché Leibniz ha assunto l'opposto. La seconda proposizione è più controversa. Plantinga respinge l'idea compatibilista di libertà per cui Dio potrebbe provocare direttamente gli agenti a fare solo bene senza sacrificare la loro libertà. Anche se fosse in contraddizione con la libertà di una creatura se Dio dovesse causare, o in termini di Plantinga attualizzare fortemente, un mondo in cui le creature fanno solo il bene, un Dio onnisciente tuttavia conoscerebbe sempre le circostanze in cui le creature errerebbero. Quindi, Dio potrebbe evitare la creazione di tali circostanze, in modo da attualizzare debolmente un mondo con il solo bene morale. L'argomento cruciale di Plantinga è che questa possibilità potrebbe non essere disponibile a Dio, perché tutte le possibili creature moralmente libere soffrono di "depravazione transmondana" ("transworld depravity").

### Depravazione transmondana
L'idea di Plantinga di attualizzare debolmente un mondo può essere vista come se Dio attualizzasse una sottospecie di mondo, lasciando che le libere scelte delle creature lo completino. Pertanto, è certamente possibile che una persona completi il mondo facendo solo scelte moralmente buone; cioè, esistono mondi possibili nei quali una persona sceglie liberamente di non fare il male morale. Tuttavia, potrebbe darsi il caso che per ogni tale mondo, vi sia una certa scelta moralmente significativa che questa persona potrebbe fare diversamente se tali circostanze dovessero verificarsi nel mondo attuale. In altre parole, ogni mondo possibile potrebbe contenere un segmento di mondo – cioè tutto ciò che riguarda quel mondo fino al punto in cui la persona deve fare questa scelta critica - tale che se quel segmento fosse parte del mondo attuale, la persona errerebbe nel completare quel mondo. Formalmente, depravazione transmondana è definita come segue:
1. S’ comprende A moralmente significativa per P
2. S’ comprende P libero rispetto ad A
3. S’ è incluso in W e non comprende né P che svolge A, né P che si astiene dal compiere A
4. Se S’ fosse attuale, P errerebbe rispetto ad A.»

Plantinga dice che "ciò che è importante nell'idea di depravazione transmondana è che se una persona ne soffre, allora non era nelle facoltà divine di attualizzare un dato mondo in cui quella persona fosse significativamente libera, ma non facesse nessun male - cioè, un mondo in cui si produce il bene morale, ma non il male morale" e che sia logicamente possibile che ogni persona soffra di depravazione transmondana

## Critiche

Schema che semplifica le principali teorie filosofiche inerenti al libero arbitrio.

I critici della tesi di Plantinga, quali i filosofi John Leslie Mackie e Antony Flew, hanno risposto che essa presuppone una visione libertaria e incompatibilista del libero arbitrio (libero arbitrio e determinismo sono metafisicamente incompatibili), mentre la loro è una visione compatibilista del libero arbitrio (libero arbitrio e determinismo, sia esso fisico o divino, sono metafisicamente compatibili). La visione di compatibilisti come Mackie e Flew è che Dio potrebbe aver creato un mondo contenente il bene morale, ma non male morale. In un mondo del genere la gente avrebbe potuto scegliere di eseguire solo buone azioni, anche se tutte le loro scelte fossero state predestinate Plantinga respinge il compatibilismo come "del tutto paradossale" e "del tutto inverosimile" Per quanto riguarda le critiche di Flew, Plantinga conclude che "la sua obiezione è in un senso importante meramente verbale e quindi non riesce a danneggiare per niente la difesa del libero arbitrio".
Un altro problema con la difesa di Plantinga è che non affronta il problema del male naturale, perché il male naturale non è determinato dalle libere scelte delle creature. La risposta di Plantinga è un'indicazione che sia almeno logicamente possibile che forse persone non umane libere siano responsabili di mali naturali (ad esempio spiriti ribelli o angeli caduti) Questa sua opinione assegna la responsabilità per i mali naturali ad altri attori morali
Derk Pereboom pur riconoscendo che "molti di coloro che sono coinvolti in questo dibattito concordano sul fatto che Plantinga abbia fornito una risposta positiva al problema logico astratto del male", delinea una quantità di obiezioni, tra cui le seguenti:
- Michael Tooley insiste sul fatto che il problema più pressante è la compatibilità logica dell'esistenza di Dio con i mali reali del mondo, un problema denominato "il problema logico del male orrendo" di Marilyn McCord Adams.
- David Lewis sostiene che, anche se ogni persona errasse in alcuni segmenti di mondo, Dio potrebbe indurre la persona a fare la cosa giusta proprio in questi casi, pur conservando selettivamente della significativa libertà morale.

Un'obiezione recente alla difesa è dovuta a Geirsson e Losonsky, che mettono in dubbio l'interpretazione della quarta affermazione sulla definizione di corruzione transmondana ("Se S' fosse reale, P avrebbe errato ad A"). Questo è un fatto contingente: è vero nel mondo reale, ma falso nel mondo W. Allora ci si potrebbe chiedere se questo fatto contingente dipendesse da Dio o no. Se è stato causato come vero da Dio, ci si può chiedere perché Dio attualizzi un mondo in cui questa persona è depravata transmondanamente quando Dio avrebbe potuto attualizzare un mondo in cui questa persona, almeno per quanto riguarda questa azione, non soffra di tale depravazione condizionale. Se d'altra parte, il fatto non dipende da Dio, dobbiamo accettare che un Dio onnipotente non ha alcun potere su fatti contingenti che riguardano il mondo; dopo tutto, esistono mondi possibili in cui l'affermazione condizionale in questione non è vera. Geirsson e Losonsky notano che le ragioni di Mackie che respingevano la difesa di Plantinga erano molto simili:
Nonostante queste obiezioni, diversi filosofi considerano la difesa di Plantinga, con il suo libertarismo implicito, come una risposta forte al problema logico del male Altri lavori più recenti mostrano, che, secondo i loro autori, l'argomento di Plantinga è inadeguato anche se non lo dimostrano efficacemente.

## Assensi/Dissensi
Secondo Chad Meister, professore di filosofia al Bethel College, la maggior parte dei filosofi accettano la difesa del libero arbitrio di Plantinga e quindi vedono il problema logico del male come sufficientemente confutato Robert Merrihew Adams afferma che "è giusto dire che Plantinga ha risolto questo problema. Cioè, ha sostenuto in modo convincente la coerenza di Dio e male" William Alston ha detto che "Plantinga [...] ha stabilito la possibilità che Dio non possa attualizzare un mondo che contenga creature libere che facciano sempre la cosa giusta". William Rowe ha scritto "concesso l'incompatibilismo, [Plantinga] propone un argomento alquanto convincente per una visione che dia l'esistenza del male come logicamente coerente con l'esistenza del Dio teistico", riferendosi all'argomento Plantinga.
In Arguing about Gods, Graham Oppy offre un dissenso, riconoscendo che "molti filosofi sembrano supporre che la difesa del libero arbitrio di Plantinga demolisca completamente il tipo di argomentazione 'logiche' sul male sviluppate da Mackie " e continua, "io non sono sicuro che questa sia una valutazione corretta della situazione corrente" Concordando con Oppy, A. M. Weisberger scrive "Contrariamente a popolari pareri teistici, la forma logica dell'argomento è ancora viva e vegeta". Tra i filosofi contemporanei, la maggior parte delle discussioni sul problema del male ruota attualmente intorno al probatorio problema evidenziale del male, vale a dire che l'esistenza di Dio sia improbabile, piuttosto che illogica.